# Marikh Vallis
La Marikh Vallis è una struttura geologica della superficie di Marte.